# Euràsia
|  | Per a altres significats sobre el superestat de la novel·la 1984 de George Orwell, vegeu «Euràsia (1984)». |

Euràsia és la massa continental terrestre composta per Europa i Àsia. Situada majoritàriament als hemisferis est i nord, Euràsia es pot considerar un supercontinent que comprèn els continents europeu i asiàtic, una part del supercontinent d'Àfrica-Euràsia o, simplement, un continent. En tectònica de plaques, la placa eurasiàtica inclou Europa i la major part d'Àsia, però no el subcontinent indi, el subcontinent aràbic i l'àrea a l'est de la serralada dels Txerski, a Sakhà. El terme Euràsia també s'utilitza en política internacional com una manera neutral de referir-se a organitzacions o a afers relatius als estats sorgits de la desintegració de l'antiga Unió Soviètica.
Els europeus, que no eren conscients de l'abast real d'Euràsia, tradicionalment han considerat Europa i Àsia com a continents separats, amb la línia divisòria al llarg de la mar Egea, els Dardanels, el Bòsfor, la mar Negra, el Caucas, la mar Càspia, el riu Ural i les muntanyes dels Urals, i aquesta terminologia s'ha estès arreu del món, tot i que Àsia conté múltiples regions i cultures tan extenses i poblades com Europa mateix, i tan diferents i separades geogràficament les unes de les altres com ho estan d'Europa.

## Història
Euràsia ha tingut un paper primordial en la història del món, ja que les seves civilitzacions han tingut una influència decisiva a la resta del món, i fins i tot els animals i les plantes procedents d'Euràsia s'han estès arreu per la seva adaptabilitat a diversos climes i latituds.
La ruta de la Seda simbolitza l'intercanvi comercial i cultural entre les cultures eurasiàtiques al llarg de la història i ha esdevingut un referent com més va més popular. Les dècades recents han vist aparèixer els estudis de la història eurasiàtica, que estableixen lligams genètics, culturals i lingüístics entre les cultures europees i asiàtiques de l'antigor, que durant segles s'han vist com totalment diferents.
Durant la Guerra freda, el Segon Món dominava geogràficament el cor d'Euràsia.
El primer viatge de tren directe des de la Xina fins a Europa es va fer el 6 d'octubre de 2008, tardant 17 dies. Aquest viatge, des de Xiangtan a Hamburg, era massa lent i inconsistent per ser d'interès comercial.
Des de principis de la dècada de 2010 les empreses i el govern xinès han realitzat grans inversions en les infraestructures de transport europees per a reviure la Ruta de la Seda. Les ciutats xineses amb potencial d'expansió econòmica estan tractant d'aconseguir el seu tren directe a Europa.
De la Xina a Europa passaren el 2016 104.500 TEUs, quasi el doble que el 2015.
El 13 d'abril 2017 la Xina i el Kazakhstan signaren un acord per a construir una ruta ferroviària per al transport de contenidors que connectaria la Xina amb Europa. El 29 de setembre del mateix any l'acord s'estengué entre el Kazakhstan i Letònia: la ruta començaria el Ürümchi (Xina), passaria pel Kazakhstan, Rússia, Letònia, navega pel port de Riga fins al port de Rotterdam.

## Geologia

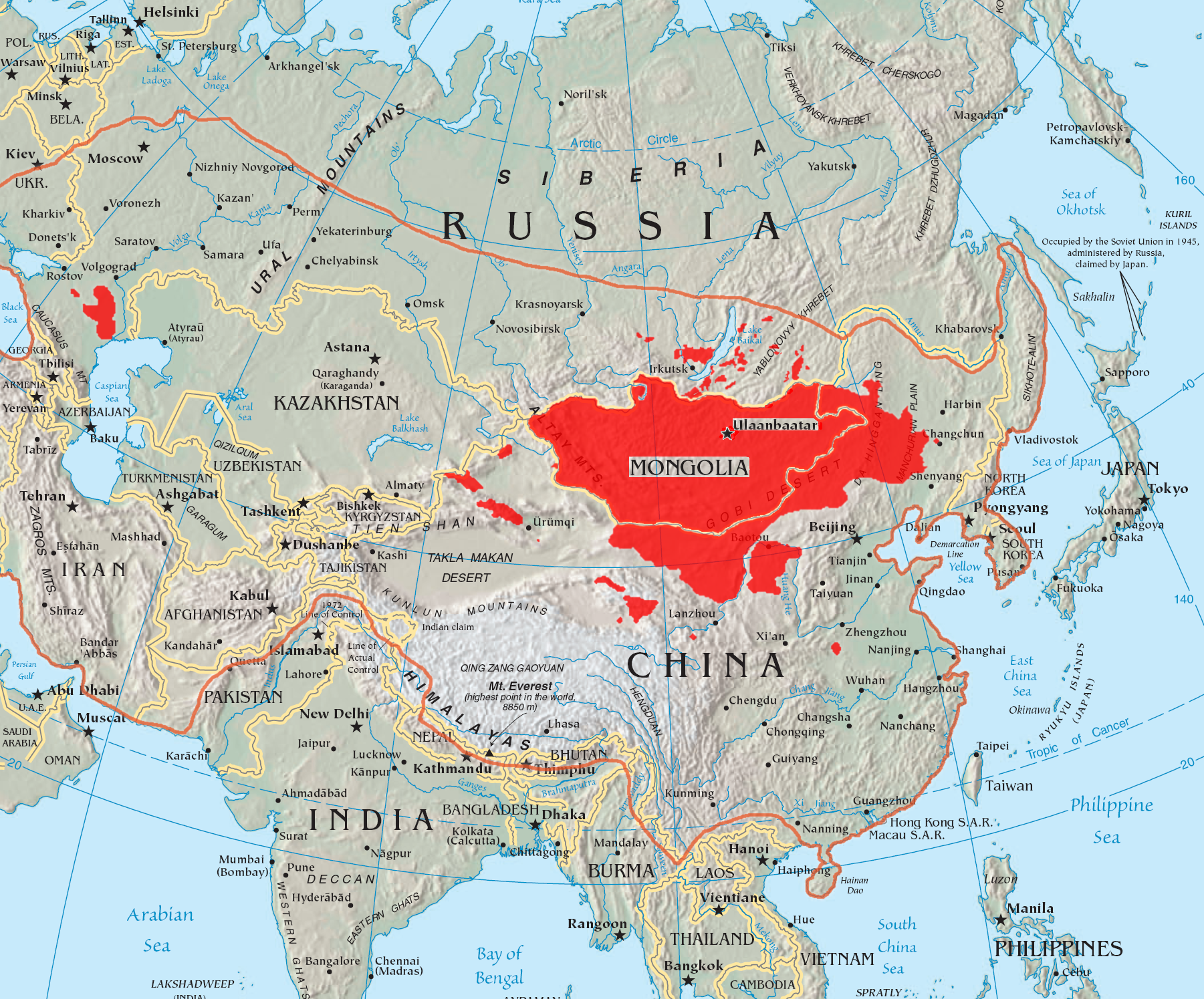
El límit de l'Imperi Mongol del i la situació dels mongols en l'actualitat a la Mongòlia, Rússia i la Xina actuals.

Euràsia es va formar fa entre 375 i el 325 milions d'anys amb la fusió de Sibèria, Kazakhstània i Bàltica, que es va unir a Laurentia, ara Amèrica del Nord, per formar Lauràsia. Els cratons xinesos van col·lisionar amb la costa sud de Sibèria.

## Geopolítica
Originàriament, "Euràsia" és una noció geogràfica: en aquest sentit, és simplement el continent més gran; la massa continental combinada d'Europa i Àsia. Tanmateix, geopolíticament, la paraula té diversos significats, que reflecteixen interessos geopolítics específics. "Euràsia" és un dels conceptes geopolítics més importants i ocupa un lloc destacat en els comentaris sobre les idees de Halford Mackinder. Com va observar Zbigniew Brzezinski a Euràsia:
| « | “... how America "manages" Eurasia is critical. A power that dominates “Eurasia” would control two of the world’s three most advanced and economically productive regions. A mere glance at the map also suggests that control over “Eurasia” would almost automatically entail Africa’s subordination, rendering the Western Hemisphere and Oceania geopolitically peripheral to the world’s central continent. About 75 per cent of the world’s people live in “Eurasia”, and most of the world’s physical wealth is there as well, both in its enterprises and underneath its soil. “Eurasia” accounts for about three-fourths of the world’s known energy resources.” | » |

L'«eurasianisme» rus corresponia inicialment més o menys a la superfície terrestre de la Rússia imperia l'any 1914, incloent parts de l'Europa oriental. Un dels principals interessos geopolítics de Rússia rau en una integració cada cop més estreta amb aquells països que considera part d'"Euràsia". Aquest concepte s'integra encara més amb l'escatologia comunista de l'autor Alexander Dugin com a principi rector de "l'autosuficiència d'un gran espai" durant l'expansió.
El terme Euràsia va guanyar reputació geopolítica com un dels tres superestats en 1984, la novel·la de George Orwell on la vigilància i la propaganda constants són elements estratègics (introduïts com a antagonistes reflexius) del dispositiu heterogeni com els constructes metapolítics utilitzats per controlar i exercir el poder.

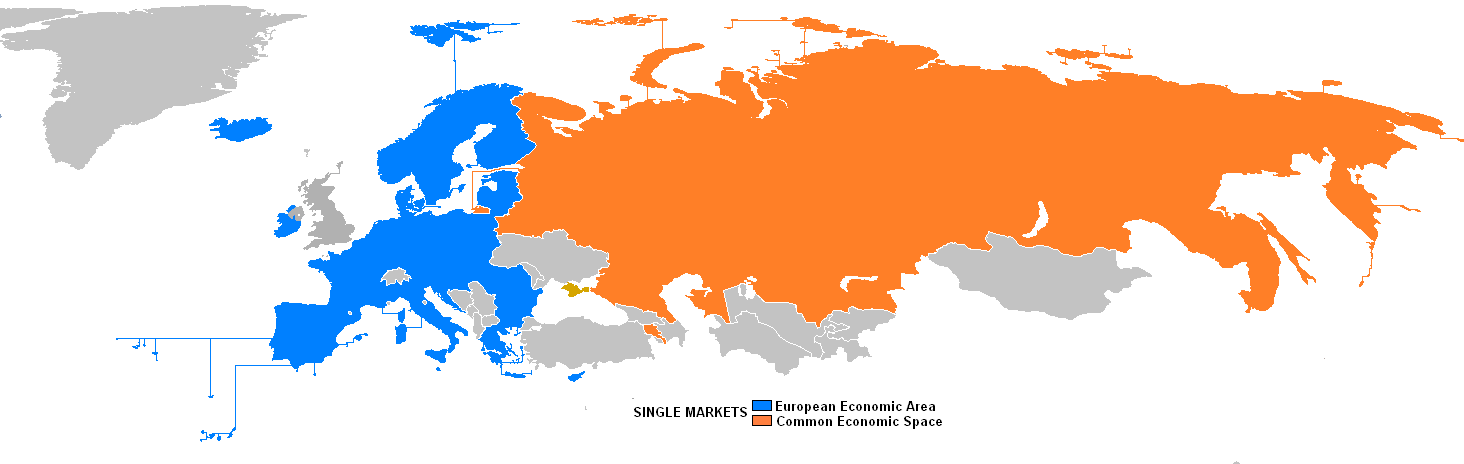
Mercats únics als països europeus i postsoviètics; Espai Econòmic Europeu i Espai Econòmic Comú

## Organitzacions i aliances regionals
A Euràsia, han sorgit diversos mercats únics, com ara l'Espai Econòmic Eurasiàtic, el Mercat Únic Europeu, la Comunitat Econòmica de l'ASEAN i el Consell de Cooperació del Golf. També hi ha diverses organitzacions i iniciatives internacionals que busquen promoure la integració a Euràsia, com ara:

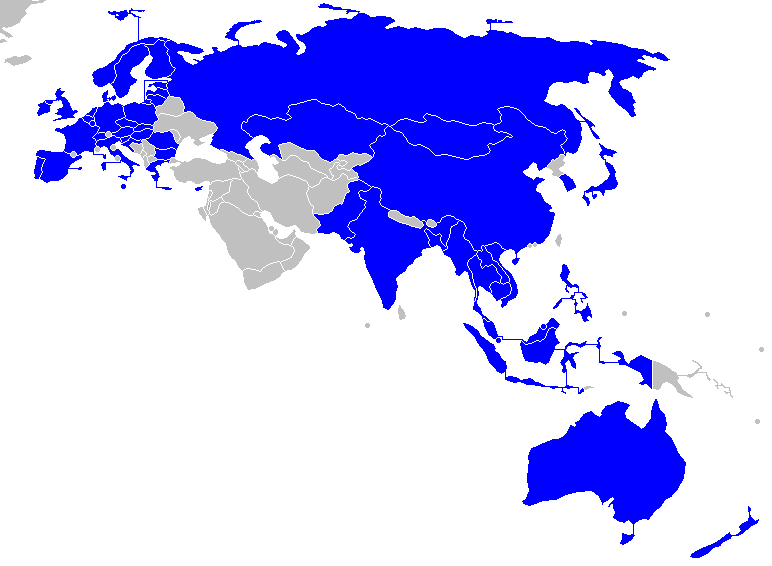
Socis ASEM

### Trobada Àsia-Europa
Cada dos anys, des de 1996, s'organitza una reunió de la majoria de països asiàtics i europeus que es coneix com la Trobada Àsia-Europa (ASEM).

### Comunitat d'Estats Independents
La Comunitat d'Estats Independents (CEI) és una associació política i econòmica de 10 repúbliques postsoviètiques a Euràsia formada després de la dissolució de la Unió Soviètica. Té una població estimada de 239.796.010 habitants. La CEI fomenta la cooperació en afers econòmics, polítics i militars i té certs poders per coordinar el comerç, les finances, la legislació i la seguretat. A més, sis membres del CIS s'han unit a l'Organització del Tractat de Seguretat Col·lectiva, una aliança militar intergovernamental que fundada el 1992.

### Unió Eurasiàtica
De manera similar al concepte de la Unió Europea, la Unió Eurasiàtica és una unió econòmica establerta el 2015 que inclou Rússia, Armènia, Belarús, Kazakhstan, Kirguizstan i els membres observadors Moldàvia, Uzbekistan i Cuba. Té la seu a Moscou, Rússia i Minsk, Belarús. Promou la integració econòmica entre els membres i està teòricament oberta a l'ampliació per incloure qualsevol país d'Europa o Àsia.

### Federació de Borses Euroasiàtiques
La Federació de Borses Euroasiàtiques (FEAS) és una organització internacional amb seu a Yerevan, que inclou les principals borses d'Europa de l'Est, Orient Mitjà i l'Àsia central. L'objectiu és contribuir a la cooperació, desenvolupament, suport i promoció dels mercats de capitals a la regió euroasiàtica.

Zona des de Lisboa fins a Vladivostok amb tots els països europeus i de la CEI

### Espais comuns Rússia-UE
La Iniciativa dels quatre espais comuns Rússia-UE és un acord conjunt de la Unió Europea i Rússia per avançar vers una integració entre Rússia i la UE, eliminar les barreres al comerç i la inversió i promoure reformes i competitivitat. L'any 2010, el primer ministre rus Vladimir Putin va demanar un espai econòmic comú, una zona de lliure comerç o una integració econòmica més avançada, que s'estén des de Lisboa fins a Vladivostok. Tanmateix, no es va fer cap avenç significatiu i el projecte es va suspendre després que les relacions Rússia-UE es van deteriorar després de la guerra russo-ucraïnesa el 2014.

### Organització de Cooperació de Xangai
L'Organització de Cooperació de Xangai és una aliança política, econòmica i de seguretat euroasiàtica, la creació de la qual es va anunciar el 15 de juny de 2001 a Xangai, Xina. És l'organització regional més gran del món pel que fa a la cobertura geogràfica i la població, agrupant tres cinquenes parts del continent euroasiàtic i gairebé la meitat de la població humana.

## Ús del terme

### Història de la divisió Europa-Àsia

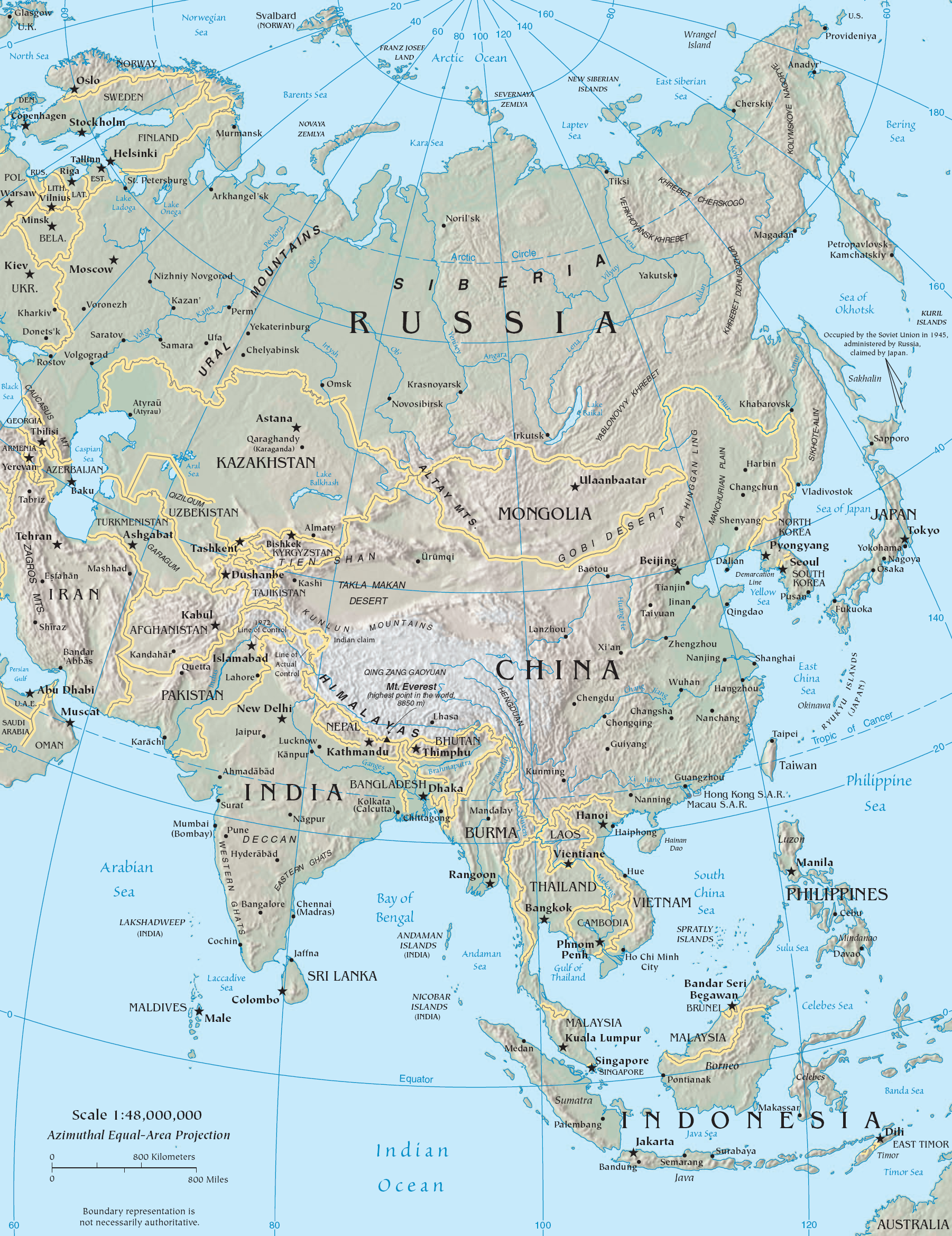
Mapa físic d'Àsia

En l'antiguitat, els grecs classificaven Europa (derivada de la princesa mitològica fenícia Europa) i Àsia que per als grecs incloïa originàriament Àfrica (derivada d'Àsia, una dona de la mitologia grega) com a "terres" separades. On cal traçar la línia divisòria entre les dues regions encara és un tema que està en discussió. Sobretot es discuteix si la depressió de Kuma-Manych o les muntanyes del Caucas formen el límit sud-est, ja que el mont Elbrús formaria part d'Europa en aquest últim cas, convertint-lo (i no el Mont Blanc) en la muntanya més alta d'Europa. El més acceptat és probablement el límit tal com el va definir Philip Johan von Strahlenberg al segle xviii. Va definir la línia divisòria situant-la al llarg del mar Egeu, els Dardanels, el mar de Màrmara, el Bòsfor, el mar Negre, la depressió de Kuma-Manych, el mar Caspi, el riu Ural i les muntanyes dels Urals. No obstant això, almenys una part d'aquesta definició ha estat objecte de crítiques per part de molts geògrafs analítics moderns com Halford Mackinder, que consideren que les muntanyes Urals tenen poca validesa com a límit entre continents.

### Geografia
En l'ús modern, el terme "eurasiàtic" és un demònim que normalment significa "d'Euràsia o relacionat amb ella" o "un nadiu o habitant d'Euràsia". També s'utilitza per descriure persones d'ascendència combinada entre "asiàtica" i "europea".
Situat principalment als hemisferis est i nord, Euràsia es considera un supercontinent, part del supercontinent d'Afro-Euràsia o simplement un continent per dret propi. En tectònica de plaques, la placa eurasiàtica inclou Europa i la major part d'Àsia però no el subcontinent indi, la península aràbiga o la zona de l'Extrem Orient rus a l'est de la serralada Chersky.
Des del punt de vista de la història i la cultura, Euràsia es pot subdividir en Euràsia occidental i oriental.

### Estats soviètics després de la descentralització

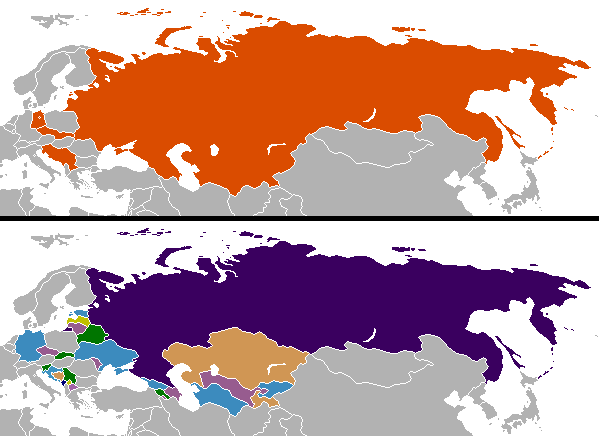
Canvis en les fronteres nacionals després de l'enfonsament del Bloc de l'Est

El filòsof rus del segle xix Nikolai Danilevsky va definir Euràsia com una entitat separada d'Europa i Àsia, limitada per l'Himàlaia, el Caucas, els Alps, l'Àrtic, el Pacífic, l'Atlàntic, la Mediterrània, el Mar Negre i el Mar Caspi, una definició que ha influenciat a Rússia i altres parts de l'antiga Unió Soviètica. A la dècada del 2020, en part inspirat en aquest ús, el terme Euràsia s'utilitza de vegades per referir-se a l'espai postsoviètic –en particular Rússia, les repúbliques de l'Àsia central i les repúbliques de Transcaucas– i de vegades també a regions adjacents com Turquia i Mongòlia.
La paraula "Euràsia" s'utilitza sovint al Kazakhstan per descriure la seva ubicació. Nombroses institucions kazakhes tenen el terme en els seus noms, com el L. N. Universitat Nacional Eurasiàtica Gumilev (kazakh: Л. Н. Гумилёв атындағы Еуразия Ұлттық университеті Н. Гумилёв атындағы Еуразия Ұлттық университеті ; rus: Евразийский Национальный университет имени Л. Н. Гумилёва Н. Гумилёва) (Les idees d' eurasianisme de Lev Gumilev van ser popularitzades al Kazakhstan per Olzhas Suleimenov), el Fòrum Eurasiàtic dels Mitjans, la Fundació Cultural Eurasiàtica (en rus: Евразийский фонд культуры), el Banc Eurasiàtic de Desenvolupament (rus: Евразийский банк развития), i el Banc Eurasiàtic. El 2007, el president del Kazakhstan, Nursultan Nazarbayev, va proposar la construcció d'un "canal d'Euràsia" per connectar el mar Càspi i el mar Negre a través de la depressió de Kuma-Manych de Rússia per proporcionar al Kazakhstan i altres països de la conca del Caspi un camí més eficient cap a l'oceà que l'existent Canal Volga-Don.
Aquest ús també es pot veure en els noms d'Eurasianet, The Journal of Eurasian Studies, i l'Associació d'Estudis Eslaus, d'Europa de l'Est i Eurasiàtica, així com els títols de nombrosos programes acadèmics a universitats dels EUA.
Aquest ús és comparable al que fan els nord-americans utilitzant el terme "hemisferi occidental" per descriure conceptes i organitzacions que tracten amb les Amèriques (p. ex., Consell d'Afers Hemisfèrics, Institut de Cooperació en Seguretat de l'Hemisferi Occidental).